# Euphyllura longiciliata
Euphyllura longiciliata är en insektsart som beskrevs av Filippo Silvestri 1915. Euphyllura longiciliata ingår i släktet Euphyllura och familjen rundbladloppor. Inga underarter finns listade i Catalogue of Life.